# Ixora baileyana
Ixora baileyana là một loài thực vật có hoa trong họ Thiến thảo. Loài này được Bridson & L.G.Adams mô tả khoa học đầu tiên năm 1987.